# حرائق سوريا 2019
حرائق سوريا 2019 هي سلسلة من حرائق الغابات تجاوز عددها المائة حريق بحسب ما سجلته قوات الدفاع المدني السوري، اندلع عدد منها يوم الأحد 13 أكتوبر، ثم بدأت بالانتشار على مساحات واسعة من غابات سوريا وأتت على مساحات كبيرة منها، بعيدًا عن المناطق السكنية في كل من محافظتي طرطوس، اللاذقية غرب البلاد، إضافة إلى الجزء الغربي من محافظة حمص وسط البلاد، بينما سجّل حريق واحد غرب محافظة حماة. وأفادت الأخبار بمقتل عدة أشخاص ضمن فرق الإطفاء التي توجّهت لإخماد الحرائق. ولم ترد تقارير رسمية حينها عن أسباب نشوب الحرائق، بينما تداولت بعض وسائل الإعلام أخبارًا تفيد انتقال الحرائق إلى المحافظات السورية من الجانب اللبناني، إثر الحرائق المشتعلة في الغابات اللبنانية.

## مناطق انتشار الحرائق

### طرطوس
كانت النسبة الأكبر من الحرائق ضمن محافظة طرطوس، حيث بلغ عددها 60 حريقًا حسبما سجله الدفاع المدني السوري، ووفق ما نشرته الوكالة العربية السورية للأنباء، فقد نشب «29 حريقًا في مناطق متفرقة، كان أكبرها الحرائق التي شهدتها السودا والتفاحة ودرتي وسد الباسل ومفرق الصناعة»، وقد جرى إخماد معظم تلك الحرائق، بينما وما يزال العمل قائمًا «لإخماد وتبريد الحرائق في كل من مناطق السودا وسد الباسل والتفاحة نظرًا لضخامتها».

### اللاذقية
في حين وصل عدد الحرائق التي اشتعلت في محافظة اللاذقية ليصل إلى أكثر مم 51 حريقًا، نشبت في معظمها في منطقة جبلة والقرداحة، حتى وصل عدد الحرائق المشتعلة في آن واحد في تلك المنطقتين إلى أكثر من 17 حريقًا.

### حمص
نشبت ثلاثة حرائق كبيرة في المحافظة، تركّزت في مناطق وادي النصارى.

## الأسباب
بحسب تقارير إعلامية غير رسمية، أُرجعت أسباب الحرائق إلى وجود الأعشاب والأوراق اليابسة بكثافة في تلك المنطقة. وتراوحت الأسباب ما بين «طبيعية من جراء حدة الشمس، أو نتيجة فعل غير مقصود كرمي سيجارة مشتعلة، أو نتيجة فعل مقصود.» وحسبما صرّح مدير الدفاع المدني السوري في طرطوس العقيد سمير شما، للوكالة العربية السورية للأنباء فإن: «عدم توفّر الطرقات الزراعية وتنظيف الأراضي من الأعشاب اليابسة واشتداد الرياح»، كلها كانت عوامل مساهمة في توسّع مساحة الحرائق وانتشارها بشكل كبير في أكثر من محافظة.